# U2 360° at the Rose Bowl
U2 360° at the Rose Bowl (Português: U2 360° no Rose Bowl) é um vídeo lançado pela banda irlandesa U2 na turnê U2 360º Tour. Gravado em 25 de outubro de 2009 na cidade de Pasadena, Califórnia. O DVD foi lançado em 3 de junho de 2010 nos Estados Unidos, 7 de junho de 2010 no Reino Unido e 8 de junho de 2010 no Canadá. No Brasil, foi premiado com Disco de Diamante pela ABPD devido as mais de 125 mil cópias vendidas no país.
U2 360º em Rose Bowl foi o penúltimo show deles em 2009, porém, o maior show da banda no ano retrasado, tendo um total de 97 mil espectadores. Está na posição de número #2 no "Top 50 Videos" e de número #1 no "Top 10 Music DVDs", ambas do IRMA.
O concerto apresentará formatos de "DVD simples", "DVD duplo" e "Blu-ray". Esses dois últimos formatos, inclui um documentário de bastidores em que se podem encontrar entrevistas com o próprio U2, o Manager Paul McGuinness e a equipe que os acompanha.
Teve a participação de bandas nas atuações de abertura do U2, como Snow Patrol, Muse, OneRepublic, Interpol, Lenny Kravitz, The Fray e no caso de Rose Bowl, o grupo Black Eyed Peas.
A edição "Deluxe" inclui também o documentário Squaring the Circle: Creating U2360º.

## Faixas
| N.º | Título                                              | Letras                 | Música                       | Duração |  |
| 1.  | "Get on Your Boots"                                 | Bono                   | U2                           | 3:50    |  |
| 2.  | "Magnificent"                                       | Bono, The Edge         | U2, Brian Eno, Daniel Lanois | 5:35    |  |
| 3.  | "Mysterious Ways"                                   | Bono                   | U2                           | 4:37    |  |
| 4.  | "Beautiful Day"                                     | Bono                   | U2                           | 7:19    |  |
| 5.  | "I Still Haven't Found What I'm Looking For"        | Bono                   | U2                           | 5:38    |  |
| 6.  | "Stuck in a Moment You Can't Get Out Of"            | Bono, The Edge         | U2                           | 4:40    |  |
| 7.  | "No Line on the Horizon"                            | Bono                   | U2, Eno, Lanois              | 4:17    |  |
| 8.  | "Elevation"                                         | Bono                   | U2                           | 3:38    |  |
| 9.  | "In a Little While"                                 | Bono                   | U2                           | 4:00    |  |
| 10. | "Unknown Caller"                                    | U2, Eno, Lanois        | U2, Eno, Lanois              | 5:53    |  |
| 11. | "Until the End of the World"                        | Bono                   | U2                           | 4:56    |  |
| 12. | "The Unforgettable Fire"                            | Bono                   | U2                           | 4:45    |  |
| 13. | "City of Blinding Lights"                           | Bono                   | U2                           | 5:20    |  |
| 14. | "Vertigo"                                           | Bono, The Edge         | U2                           | 4:23    |  |
| 15. | "I'll Go Crazy If I Don't Go Crazy Tonight"         | Bono                   | U2                           | 5:25    |  |
| 16. | "Sunday Bloody Sunday"                              | Bono                   | U2                           | 6:36    |  |
| 17. | "MLK"                                               | Martin Luther King Jr. | U2                           | 1:02    |  |
| 18. | "Walk On"                                           | Bono                   | U2                           | 6:37    |  |
| 19. | "One" (Precedido pela fala gravada de Desmond Tutu) | Bono                   | U2                           | 6:59    |  |
| 20. | "Where the Streets Have No Name"                    | Bono                   | U2                           | 6:59    |  |
| 21. | "Ultraviolet (Light My Way)"                        | Bono                   | U2                           | 5:14    |  |
| 22. | "With or Without You"                               | Bono                   | U2                           | 5:36    |  |
| 23. | "Moment of Surrender"                               | Bono                   | U2, Eno, Lanois              | 7:38    |  |

### Edição Deluxe, Disco II
1. Squaring the Circle: Creating U2360º - A Documentary
2. U2360º Tour Clips"
3. Bonus Track - "Breathe" (Live at the Rose Bowl)
4. Berlim Time-Lapse Video
5. European Tour Opening - Barcelona
6. North America Tour Opening - Chicago
7. Videos: "Get on Your Boots", "Magnificent", "I'll Go Crazy If I Don't Go Crazy Tonight", "I'll Go Crazy If I Don't Go Crazy Tonight" (Live at Barcelona)
8. The Making of "Get on Your Boots" Video
9. The Making of "Magnificent" Video
10. Rom Content: Edge's Tour Photo Gallery, Screensavers, Besktop Wallpapers, Weblinks

## Posições e vendas
| País                                            | Posição | Certificação | Vendas    |
| ----------------------------------------------- | ------- | ------------ | --------- |
| Bélgica Ultratop "Top 10 Music DVDs" (Flanders) | 1       | -            |           |
| Bélgica Ultratop "Top 10 Music DVDs" (Valônia)  | 1       | -            |           |
| Brasil ABPD                                     | -       | Diamante     | 125.000 + |
| Canadá Music Charts DVD                         | 1       | -            | -         |
| Alemanha Music DVD Top-20                       | 1       | Platina      | 50.000 +  |
| Alemanha Albums Chart                           | 3       | -            | -         |
| Estados Unidos Billboard Top Music Videos       | 1       | -            | -         |